# Slåttersjön
Slåttersjön är en sjö i Örebro kommun i Närke och ingår i Nyköpingsåns huvudavrinningsområde.